# ハタイ県
ハタイ県（ハタイけん、トルコ語: Hatay ili、アラビア語: محافظة هاتاي）は、トルコ南部の県。地中海地方の県である。ハタイ大都市自治体とは同一の範囲である。県都はアンタキヤ。
北部を東からアダナ、オスマニエ、ガズィアンテプと接しており、東部、南部についてはシリアとの国境である。西部は地中海。

## 特徴
県都はアンタキヤであるが県域最大の都市はイスケンデルンである。シリアとの国境であり、ヤイラダウ、レイハンル区内のジルヴェギョジュが国境の町となっている。ハタイはトルコでも国際化した町であり、多くのトルコ人、アラブ人、アルメニア人などの民族が、スンナ派、アレヴィー派、キリスト教など様々な宗教を信仰し、生活している。サマンダー区にあるヴァクフル（トルコ語: Vakıflı、アルメニア語: Վաքըֆ）村にはアルメニアの田園風景が元のまま残っており、サマンダー、アルトゥノジュ、レイハンルではアラブ人が多数派である。
多くの地中海地方の県とは違い、ハタイはトルコ他県からの移住が少なく、このため文化的な傾向を多く残しており、アラビア語が多くの地域で話されている。この文化の融合を祝して、2005年には「ハタイ文化会合」と「ハタイ国際的価値保護組織」がムスタファ・ケマル大学のアイドゥン博士によって開催され、設立された。
ハタイは温かく熱帯作物であるサツマイモ、サトウキビなどの生産が行われる。またこれらの作物は地域料理に使われ、キッテと呼ばれるつぶし胡瓜の料理のような他の地域の料理にも使われる。
よく知られているハタイの料理には甘蜜のペーストリーの菓子カナフェ、つぶしトマトとたまねぎのペースト、ヨーグルトと茄子のペースト、ヒヨコマメのホムスなどがトルコのケバブと同じように食卓に上がる。この地域の料理はムハッマラのようにスパイスを効かせるのが伝統である。刺激の多いキョフテはオルクと呼ばれ、タイムとパセリのペーストは「Za'atar」、日干しチーズはスルケと呼ばれる。また、ざくろのシロップはこの地域では人気のドレッシングである。
ムスタファ・ケマル大学は1992年アンタキヤに新しく設立された。

## 地理
地域の46%が山岳部であり平坦地は33%、20％は丘陵や平坦でない土地である。最も顕著な特徴は南北のヌー山脈と最高地点のミーイルテペであり、その他にもズィヤレトダーイ、ケルダーなどの峰がある。この近辺は大地溝帯の最北部にあたり、ホルスト地溝形態の典型例のように、アラビア・ヌビア楯状地とアナトリア半島プレートの互いへの圧迫が起こっており、この県に見られる大地の褶曲はそれが故と考えることができる。
レバノンのベッカー高原からオロンテス川が流れて込んでおり、シリア、ハタイを通り地中海に流れ込み、サマンダー三角洲がこの川の下流域に形成されている。アミク平原には湖があったものの1970年代に蒸散してしまい、今日アミクは最大の平地地帯となり、農業生産の中心地となっている。
ハタイの気候は典型的地中海性気候であり、夏は高温乾燥し、冬は高温多湿となる。山岳部は海岸線よりも乾燥した気候である。
鉱脈が散見され、イスケンデルンはトルコ最大の鋼鉄施設の所在地であり、ヤイラダウ（Yayladağı）区ではハタイの薔薇と呼ばれる見事な大理石を産出する。

## 歴史

### 古代
アナトリア、シリア間の交易点であり簡易な気候と肥沃な土壌を持つこの土地は早期青銅器時代、アッカド帝国の一部であり、その後アムル人のヤムハド王国、ヒッタイトを経る。後期ヒッタイトの時代には「ハッテナ」というこの県の名前の由来になった人々が住んでいた。その後もアッシリア、ペルシア、セレウコス朝と国が変わり、紀元前64年にはローマ帝国の東方の最前線にある政治的・経済的に重要な地域・シリア属州になって行く。アンティオキアはセレウコス朝及びローマ帝国の下で、東地中海で最大級の大都会として繁栄した。

### イスラムの進出
638年に東ローマ帝国は正統カリフ率いるイスラム教軍にオロンテス川沿いでの決戦で敗れ、アンティオキアも占領された。ウマイヤ朝、アッバース朝の時期アラブ人君主の施政下に入る。887年、トゥールーン朝によって初めてトルコ人に占領され、セルジューク朝の傘下でテュルク人のいくつかの首長国に支配された。また、この後の1097年から1098年にかけてアンティオキア市は第一次十字軍により包囲され（アンティオキア攻囲戦）最終的に陥落しアンティオキア公国が成立したが、結果として東ローマ帝国の宗主権下に組み込まれた。さらにその後、ハタイはマムルーク朝に組み込まれてゆく。

### オスマン帝国時代
マムルーク朝時代、アンタキヤはオロンテス川と山の間の2平方キロメートル程度の範囲に広まる中型都市であった。1516年オスマン帝国皇帝セリム1世がマムルーク朝から割譲させてから、この地域はen:Aleppo Vilayet（アレクサンドレッタ県（en:Qadaa）とアンティオキア県）として知られるようになる。
イギリスの有名な女性旅行家、ガートルード・ベルは1907年に出版された「Syria The Desert & the Sown」の中で、シリアの広い地域について旅行記を書いており、この地域のアンティオキア（現アンタキヤ）とアレキサンドレッタ（現イスケンデルン）についてトルコ人とアラブ人の混在について述べている。1911年頃に出版された地図は北部アレキサンドレッタ付近にトルコ人が住み、南部アンチオキ付近にアラブ人が住むと強調している。 

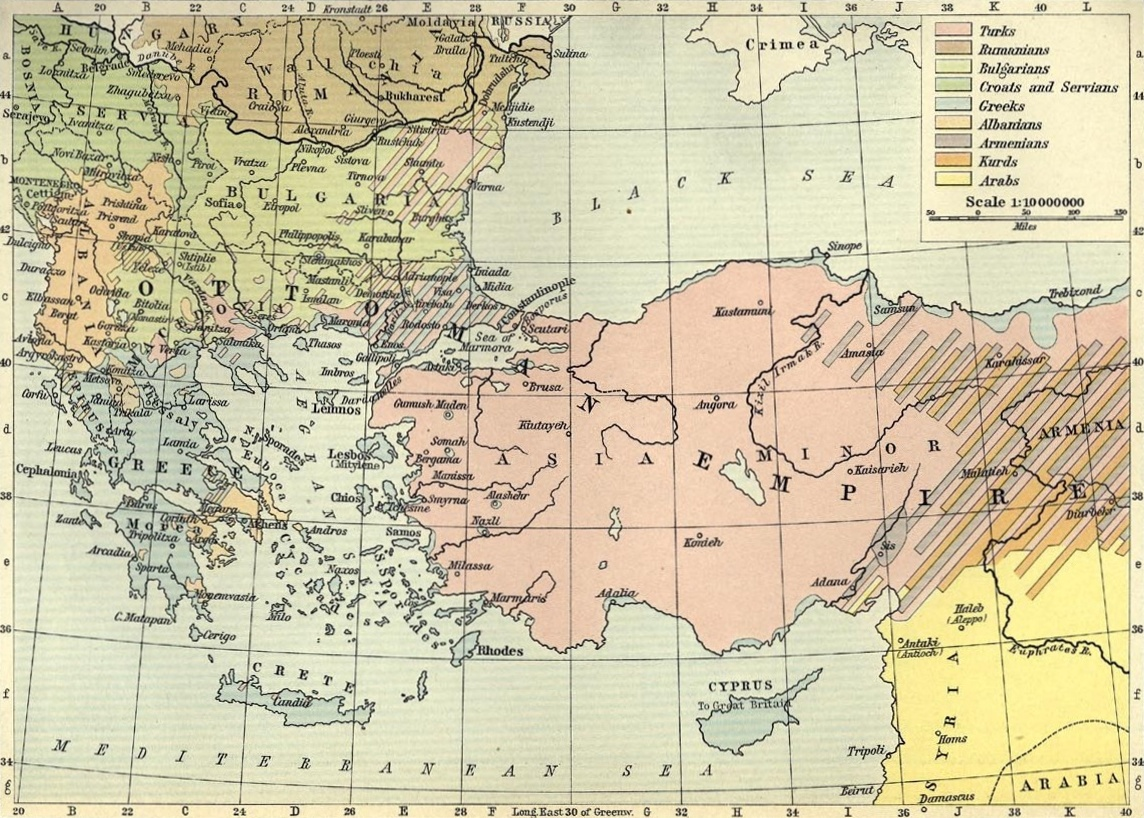
バルカン半島およびアナトリア半島付近の民族分布図、20世紀初頭

しかし、アレキサンドレッタは昔からシリアの一地方と考えられており、これを示す地図も見つかっている。第一次世界大戦後、トルコ独立戦争で、オスマン帝国は解体、トルコ共和国が成立した。しかし、このときアレキサンドレッタは新政府の施政下にはならなかった。この土地はその後連合国とのセーヴル条約締結後、フランスに割譲されフランス委任統治領シリアの一部になった。

### アレキサンドレッタ県
1920年と翌年決められたこの条約ではトルコ-シリア国境について詳述しており、このレポートではアメリカ開発局の　「The Bureau of Intelligence and Research」の公式地勢学者の意見が述べられている。
しかし、トルコ人コミュニティがフランス領シリアであったアレキサンドレッタにとどまり、トルコ政府はこれらの人々を守ることになった。トルコ共和国初代大統領であるムスタファ・ケマル・アタテュルクはハタイは400年間トルコの故国であると述べた。
1921年10月20日のアンカラ条約ではアレキサンドレッタ県は自治権を得て、フランス領アレキサンドリッタ自治州となり、この状態が1921年から1923年まで続いた。
しかし、様々な宗派のアラブ人を初め、キリスト教マロン派、ギリシャ人、クルド人、アルメニア人などの民族はこれに反対。
1923年、ハタイはアレッポ州（現アレッポ県）所属になり、1925年には特別管理地域（special administrative status）としてフランス領シリアに戻った。
1936年の選挙ではシリア独立派の2人の議会議員が選出され、トルコとシリアの新聞記事で情熱的な議論が交わされ、広範な暴動が起こった。この事件で在住トルコ人が虐殺されたとして、トルコ政府が国際連盟に提訴し、また、大部分の住民がトルコ人であるとしてアレキサンドレッタ県をトルコに帰属させるように求めている。この県は連盟の和解仲介で1937年11月に自治を得た。
この結果、ハタイは防衛の為に外交はフランス領シリアから自治を得ているが分離しないように整えられ、トルコとフランスが軍を置くことになった。この県から1938年にフランスの監視下で下院が選出、調査が実施された。下院は1938年の夏に選出され、全40議席の22議席がトルコ人であり、13議席がアラブ人（アラウィー派9議席、スンナ派2議席、キリスト教徒2議席）アルメニア人5議席であった。地域の安定の為に1938年7月にフランス-トルコ条約が4度目の調印をむかえる。
事前にトルコ人が大量にこの地域に移住せず、これらの移住したトルコ人の投票が行われなかった場合、結果は違ったと言われている（アルメニア人虐殺の一つとして知られている19年前に行われたムサ・ダー地域の武力追放、虐殺についてはムサ・ダーの40日に詳しい）。

### ハタイ独立共和国
第二次世界大戦前夜の1938年9月2日、下院はハタイ共和国の独立を宣言し、その原因はトルコ人とアラブ人間の暴動によるとした。この国はトルコとフランスの軍事的管理下で、1年余り"国"であった。ハタイの名はトルコ側が提案したものである。大統領であったタイフル・ショクメンは1935年に選出されたトルコ議会の議員であり、首相であったアブドゥルラフマン・メレクも同じく1939年にトルコ議会に選出され、首相職を持ったまま、トルコ議会議員になっている。

### そしてハタイ県へ
トルコ人の再三のハタイ編入の要求にフランスは同意した。これには当時のナチス・ドイツとの間の軍事的緊張が一部は影響していると考えられる。
1939年ハタイ独立共和国大統領であったショクメンは国民投票に基づいてトルコの県になることを決めた。当時ガズィアンテプとアダナのそれぞれ一部であったハッサ、デョルチョルの地区はハタイ県のトルコ人の割合を増すため、この県に編入された。この結果多くのアラブ人やアルメニア人がハタイから離れ、シリアの他の地域に移住していった。
この直後、第二次世界大戦が始まる。国際連盟はこの要求に意見する暇さえなかった。

### シリアとの係争
トルコとシリアの間にはこの地域をめぐって深い問題が根付いている。第一次世界大戦終結から1938年までの間、ハタイはフランス委任統治領シリアのアレクサンドレッタ県か、イスケンデルン県として扱われてきたが、1939年のフランスによる国民投票でハタイのトルコへの割譲が決まったため、現在に至るまで解決されないトルコとシリアの緊張の原因となっている。ハタイ割譲への動きはシリア大統領ハーシム・アル＝アターシーの抗議の辞任を引き起こし、1936年のフランス・シリア独立条約の下でハタイ併合を拒否する状態を維持した。シリア人はフランスがトルコにハタイを割譲したことについて、これはトルコの軍事力のもとに行われたことであり、違法だとして、未だこの地域を不可分のシリア領と考えている。シリア人はこの地を自らの民族の言葉でリワー・アリスケンデルナ（Liwaaa aliskenderuna）と呼んでいる。また、イギリスのジャーナリストロバート・フィスクも当時の国民投票をいかさまだとしている。シリアのこの地への領土要求は最近弱まる傾向にあるが、現在でもシリアの公式地図ではこの地域はシリアのものとしている。また、シリアは近年までハタイ領土要求問題が両国の緊張の元となっていると認めなかった。
2000年以降、シリア大統領バッシャール・アル＝アサドの主導下で、ハタイ問題をめぐる緊張は縮小しつつある。
事実、2005年初頭にトルコ大統領アフメト・ネジデト・セゼルとレジェップ・タイイップ・エルドアン首相は、シリアを訪れ二国間協議への道を開いた際、シリア政府はこれ以上ハタイの主権に対して要求はしないと述べたと主張している。一方、主権の放棄についてシリア側からは今に至るまで公式な発表はない。
2003年にトルコの土地登録法が変更された結果、ハタイにおける所有地の多くは、シリア市民権を保持したままその占有する土地を買い1930年代から居住していたシリア人たちによって再び購入されることとなった。シリア人による土地所有の総計は外国人による所有の法的限界である0.5％を超えており、2006年にはハタイにおける外国人への土地の売却は禁じられた。
社会と経済のレベルで国境での方針については最近でも双方の意見が合わないことが多い。トルコ人もシリア人も国境によって家族が離散している者がある。この場合。クリスマスと祝祭日にのみ両国の国境を自由に越えられるようになっている。2007年12月には27000人のシリア人、トルコ人が同胞と会うために国境を越えている。
2012年に全域が大都市自治体に指定される。

## 観光地
山がちな田舎風景といくつかの歴史的、宗教的な施設があるために、ハタイは観光客が多く、いくつかの音楽祭が開かれている。その他有名なものには、アンタキヤ博物館所蔵の世界第二のローマモザイクのコレクション、キリスト教徒の巡礼地である聖ペテロの石彫りの教会、ハタイ共和国の政府ビルとして使われていたGündüz映画館、2世紀の水路であったSamandağı、Vespasianのトンネルなどがある。

## 下位自治体
- アルトゥネジュ（Altınözü）
- アンタキヤ（Antakya）
- アルスズ（Arsuz）
- ベレン（Belen）
- デフネ（Defne）
- デルトヨル（Dörtyol）
- エルズィン（Erzin）
- ハッサ（Hassa）
- イスケンデルン（İskenderun）
- クルクハン（Kırıkhan）
- クムル（Kumlu）
- パヤス（Payas）
- レイハンル（Reyhanlı）
- サマンダー（Samandağ）
- ヤイラダウ（Yayladağı）